# Línea 423 (Santiago de Chile)
La Línea 423 de Red (anteriormente llamado Transantiago) une la avenida Nueva San Martín con la Plaza Italia, recorriendo todo el eje Cuatro Álamos y avenida Nueva San Martín.
Este recorrido recorre las principales vías de conexión entre Maipú y Santiago Centro, siguiendo una ruta transversal de poniente a oriente por Avenida Los Pajaritos y Avenida Libertador Bernardo O'Higgins, pasando por importantes lugares de confluencia de gente, tales como el Centro de Santiago y a través del Metro Baquedano.
Formaba parte de la Unidad 4 del Transantiago, operada por Express de Santiago Uno, correspondiéndole el color naranjo a sus buses. Hoy en día pertenece a la Unidad 14 de Red, siendo operado por Voy Santiago.

## Flota
En sus inicios, el recorrido operaba con buses de chasis Volvo, entre los cuales se cuenta el articulado B9-SALF, de 18,5 metros de largo y con capacidad de 160 personas aproximadamente. También figura en su flota el bus rígido de chasis Volvo B7R-LE y B290R-LE, de 12 metros con capacidad cercana a las 90 personas. Todos estos buses son carrozados por Marcopolo y Busscar, con los modelos Gran Viale (rígido y articulado), Urbanuss (articulado) y Urbanuss Pluss (rígido).
Desde junio de 2020, el servicio comenzó a operar con buses estándar Red, los cuales funcionan con propulsión eléctrica.

## Historia
La línea 423 fue concebida como una de las principales rutas del plan original de Transantiago, al cruzar la ciudad de punta a punta. Su preponderancia aumenta al ser la línea que se sobrepone a la mayoría del trazado de la línea 1 del Metro de Santiago, la principal de la red del ferrocarril metropolitano.
En junio de 2020, fue fusionado con el recorrido 431v, absorbiendo su recorrido, en el traspaso de servicios de Express de Santiago a STP Santiago.

## Trazado

### 423 Segunda Transversal - Plaza Italia
| - Comuna de Maipú - Del Ferrocarril - Cuatro Álamos - Segunda Transversal - Santa Rosa - Avenida Pajaritos - Corredor Pajaritos - Comuna de Estación Central - Corredor Pajaritos (Av. Gladys Marín) - Av. Libertador Bernardo O'Higgins - Comuna de Santiago - Av. Libertador Bernardo O'Higgins - Doctor Ramón Corvalan - Baron Pierre de Coubertin | - Comuna de Santiago - Av. Vicuña Mackenna - Av. Libertador Bernardo O'Higgins - Comuna de Estación Central - Av. Libertador Bernardo O'Higgins - Corredor Pajaritos (Av. Gladys Marín) - Comuna de Pudahuel - Corredor Pajaritos (Av. Ramón Freire) - Comuna de Maipú - Corredor Pajaritos (Av. Los Pajaritos) - Av. Los Pajaritos - Salida Santa Elena - Av. Los Pajaritos - Santa Rosa - Las Golondrinas Poniente - Las Golondrinas - Alaska - Segunda Transversal - Rafael Riesco Bernales - Américo Vespucio - Segunda Transversal - Esquina Blanca - Del Ferrocarril |

## Puntos de Interés
- Metro Las Parcelas
- Supermercado Mayorista 10
- Metro Las Rejas
- Clínica Bicentenario y Hospital del Profesor
- Metro San Alberto Hurtado
- Terminales de Buses Sur y Alameda
- Mall Plaza Alameda
- Estación Central y Terminal San Borja
- Metro Los Héroes
- Metro Universidad de Chile
- Centro de Santiago
- Plaza Baquedano
- Metro Baquedano